# Ctenosciaena gracilicirrhus
Ctenosciaena gracilicirrhus es una especie de pez de la familia Sciaenidae en el orden de los Perciformes.

## Morfología
• Los machos pueden llegar alcanzar los 21 cm de longitud total.

## Alimentación
Come principalmente gambas.

## Hábitat
Es un pez de clima tropical (13°N-34°S, 77°W-38°W) y demersal que vive entre 10-130 m de profundidad.

## Distribución geográfica
Se encuentra en el Océano Atlántico occidental: desde Nicaragua hasta el sur del Brasil.

## Observaciones
Es inofensivo para los humanos.